# Reinhard Falter
Reinhard Falter (* 1960 in München) ist ein Historiker und Naturphilosoph. Er wird mit politisch rechten und esoterischen Gedanken in völkischer Tradition in Zusammenhang gebracht.

## Leben und Philosophie
Nach dem Abitur in München studierte er dort und in Darmstadt Philosophie und Geschichte. Von 1989 bis 1994 war er der Sprecher der Arbeitsgemeinschaft Fließgewässer in Bayern. Es gelang ihm zu bewirken, dass Teile der Isar renaturiert wurden. Seit 1986 ist er Dozent an Volkshochschulen, vorwiegend an der Münchner Volkshochschule. Er ist Mitbegründer und Vorsitzender des Instituts für Naturphilosophische Praxis (INAP). Seine neopaganistische Philosophie ist Grundlage seines Einsatzes für den Naturschutz. Er ist vom Kreis der Münchner Kosmiker um Ludwig Klages und den Mystagogen Alfred Schuler beeinflusst, an dem  auch Stefan George teilnahm. Im Juli 2014 wurde er mit der Abhandlung Natur neu denken von der Universität Nordland (Bodø/Norwegen) zum Dr. philos. promoviert.
Falter ist Buchautor und Anbieter esoterischer Seminare zur Auslegung des menschlichen Seelenlebens in landschaftlichen Kategorien sowie umgekehrt der Landschaft als Spiel der Grundcharaktere des Seins (Götter der Erfahrungsreligion). Dazu hat er in dem im Alber Verlag erscheinenden Jahrbuch Psycho-logik  einen Artikel Natur als Spiegel und Rahmen veröffentlicht. Er vertritt einen Naturschutzgedanken, der die Erhaltung von Schönheit und Urtümlichkeit der Natur betont. Falter steht in der Tradition des Heimat- und Landschaftsschutzes, den er mit einer antik begründeten neuheidnischen „Naturphilosophie“ (Genius loci) anreichert. Unter Bezug auf Rudolf Bahros Logik der Rettung setzt er auf eine spirituelle Elite, die diese Zusammenhänge verstanden habe, während die Nutzungsinteressen von Mehrheiten aus den Bedürfnissen und Interessen reduzierter Individuen kämen. Falter vertritt eine Konservative Revolution und will für eine kommende Ökoapokalypse auch auf die Unterstützung und Indienstnahme einer Diktatur vorbereitet sein.
Zusammen mit dem norwegischen Philosophen Anders Lindseth und im Austausch mit dem Biologen Michael Beleites (die Freundschaft geht auf die blockübergreifende Ökoarbeit der 1980er Jahre zurück) entwickelte er eine Philosophie des Natur-sein-Lassens oder Natur-positiv-Denkens (nicht negativ als „nicht vom Menschen gemacht“) bzw. Wirken durch Sein statt durch Tun als Prinzip der Natur. Als Name dafür erscheint ab 2006 „Struktivität“, ein von dem Medizinhistoriker Manfred Porkert geprägtes Kunstwort, um ein Medium zwischen Aktivität und Passivität zu bezeichnen, das dem nahe kommt, was im traditionellen ostasiatischen Denken das Wirkprinzip ist.
Falter befasst sich mit antiker Numismatik, vor allem mit den Prägungen römischer Provinzen. Zu seinem Spezialgebiet gehören unter anderem Flussgottheiten auf antiken Münzen. Im Jahr 2009 wurde ein Teil seiner Sammlung unter dem Titel Salus Provinciarum – Eine Sammlung von Flussgottdarstellungen auf Münzen des Römischen Ostens publiziert. Nebenbei schreibt er Artikel für Fachzeitschriften, wie Geldgeschichtliche Nachrichten, moneytrend, The Celator, Münzen und Papiergeld. Unter den Aufsätzen findet sich die achtteilige Serie Einführung in die antike Numismatik mit Sammleraugen.

## Werke
- Ludwig Klages: Lebensphilosophie als Zivilisationskritik, Telesma-Verlag, München 2003, ISBN 978-3833006784.
- Natur neu denken: Erfahrung, Bedeutung, Sinn – Grundlagen naturphilosophischer Praxis. Drachen-Verlag, Klein Jasedow 2003, ISBN 978-3927369085.
- Warum ist Bayern anders? Via Verbis Bavarica, Taufkirchen 2006, ISBN 3-935115-21-0.
- Natur prägt Kultur: der Einfluß von Landschaft und Klima auf den Menschen; zur Geschichte der Geophilosophie. Telesma-Verlag, München 2006, ISBN 978-3-9810057-1-4.
- Halbierter Goethe – Kritik anthroposophischer Naturkonzepte. Natur und Mensch 6/2000, S. 22–29.
- Worin besteht das Umweltproblem? Scheidewege 35 (2005/06), S. 348–363 (auch online).
- Natur als Spiegel und Rahmen. Psycho-Logik, Bd. 1 (2006), S. 219–237.

Diverse Aufsätze z. B. in den Heidnischen Jahrbüchern, dem Jahrbuch Aufgang, Jahrbuch für Denken, Dichten Musik, den Zeitschriften Novalis und Hagia Chora, sowie den Berichten der ANL.